# Bendaoud
Pour les articles homonymes, voir Bendaoud (homonymie).
Bendaoud est une commune de la wilaya de Relizane en Algérie.